# Фосфолипаза B
Фосфолипаза B (лизофосфолипаза, англ. phospholipase B) — тип фосфолипазы, обладающей активностями как фосфолипазы А1 так и А2, то есть способной гидролизовать ацильную цепь фосфолипида в положениях sn-1 и sn-2. Как правило фосфолипаза В действует на лизолецитин (лизофосфатидилхолин), образующийся в результате действия фосфолипазы А1 на лецитин (фосфатидилхолин).